# Euroliga de 2022-23
A Temporada da Euroliga de 2022–23 foi a 23ª temporada da era moderna da Euroliga e 13ª com patrocínio da empresa aérea Turkish Airlines. A competição sucedeu a Copa dos Campeões Europeus da FIBA, perfazendo desta forma a 66ª edição continental. 
A grande final, denominada Final Four, foi disputada em Caunas, Lituânia na Žalgiris Arena entre os dias 19 de maio e 21 de maio de 2023.

## Clubes participantes
Para a temporada 2022-23 a Euroliga será disputada por dezoito equipes representado nove países. Em 24 de fevereiro de 2022 houve o episódio da Invasão da Ucrânia pela Rússia em 2022 e desta forma realizou-se em 28 de fevereiro reunião com os membros da Direção da Euroliga e optou-se pela suspensão dos jogos das equipes da Federação Russa em território russo. Porém em 22 de março a Euroliga foi mais austera e excluiu as equipes russas, bem como anulou seus resultados. Em 16 de junho de 2022 o conselho executivo de acionistas da Euroleague Basketball definiu manter as equipes russas fora da competição por mais uma temporada, dentre elas o CSKA Moscovo oito vezes campeão da EuroLiga e o Zenit de São Petersburgo.
Ingressam na competição o campeão da EuroCopa 2021-22 Virtus Segafredo Bologna e as equipes do Partizan NIS Belgrado e Valencia Basket que receberam convite para disputar a temporada. Além dessas equipes, as quinze equipes que finalizaram a temporada 2021-22 da Euroliga.
| Time                               | Cidade natal    | Arena                        | Capacidade |
| ---------------------------------- | --------------- | ---------------------------- | ---------- |
| Alba Berlin                        | Berlim          | Mercedes-Benz Arena          | 14 500     |
| Anadolu Efes Istanbul              | Istambul        | Sinan Erdem Dome             | 16 000     |
| AS Monaco                          | Fontvieille     | Salle Gaston Médecin         | 5 000      |
| Cazoo Baskonia Vitoria-Gasteiz     | Vitoria-Gasteiz | Fernando Buesa Arena         | 15 504     |
| Crvena Zvezda Meridianbet Belgrade | Belgrado        | Štark Arena                  | 18 368     |
| EA7 Emporio Armani Milan           | Milão           | Mediolanum Forum             | 12 700     |
| FC Barcelona                       | Barcelona       | Palau Blaugrana              | 7 585      |
| FC Bayern Munich                   | Munique         | Audi Dome                    | 6 700      |
| Fenerbahçe BEKO Istanbul           | Istambul        | Ülker Sports Arena           | 13 059     |
| LDLC ASVEL Villeurbanne            | Villeurbanne    | L'Astroballe                 | 5 556      |
| Maccabi Playtika Tel Aviv          | Tel Aviv        | Arena Yad Eliyahu            | 11 060     |
| Olympiacos Pireaus                 | Pireu           | Peace and Friendship Stadium | 11 640     |
| Panathinaikos OPAP Athens          | Atenas          | Olympic Indoor Hall          | 18 989     |
| Partizan Mozzart Bet Belgrade      | Belgrado        | Štark Arena                  | 18 368     |
| Real Madrid                        | Madrid          | WiZink Center                | 15 000     |
| Valencia Basket                    | Valência        | Fuente de San Luis           | 9 000      |
| Virtus Segafredo Bologna           | Bolonha         | Segafredo Arena              | 9 980      |
| Žalgiris                           | Caunas          | Žalgirio Arena               | 15 552     |

## Temporada Regular

### Classificação
| Pos. | Clube                              | J  | V  | D  | %V   | P+   | P-   | SP   | C    | F    | Pr. | U10  | Classificação |
| ---- | ---------------------------------- | -- | -- | -- | ---- | ---- | ---- | ---- | ---- | ---- | --- | ---- | ------------- |
| 1    | Olympiacos Pireaus                 | 34 | 24 | 10 | 70.6 | 2857 | 2578 | 279  | 14-3 | 10-7 | 0-0 | 7-3  | Playoffs      |
| 2    | FC Barcelona                       | 34 | 23 | 11 | 67.6 | 2723 | 2580 | 143  | 13-4 | 10-7 | 1-1 | 7-3  | Playoffs      |
| 3    | Real Madrid                        | 34 | 23 | 11 | 67.6 | 2877 | 2666 | 211  | 13-4 | 10-7 | 1-2 | 6-4  | Playoffs      |
| 4    | AS Monaco                          | 34 | 21 | 13 | 61.8 | 2802 | 2749 | 53   | 13-4 | 8-9  | 2-1 | 6-4  | Playoffs      |
| 5    | Maccabi Playtika Tel Aviv          | 34 | 20 | 14 | 58.8 | 2827 | 2743 | 84   | 15-2 | 5-12 | 1-0 | 8-2  | Playoffs      |
| 6    | Partizan Mozzart Bet Belgrade      | 34 | 20 | 14 | 58.8 | 2877 | 2781 | 96   | 12-5 | 8-9  | 0-2 | 7-3  | Playoffs      |
| 7    | Žalgiris Kaunas                    | 34 | 19 | 15 | 55.9 | 2591 | 2626 | -35  | 13-4 | 6-11 | 0-0 | 6-4  | Playoffs      |
| 8    | Fenerbahçe BEKO Istanbul           | 34 | 19 | 15 | 55.9 | 2823 | 2745 | 78   | 12-5 | 7-10 | 2-1 | 4-6  | Playoffs      |
| 9    | Cazoo Baskonia Vitoria-Gasteiz     | 34 | 18 | 16 | 52.9 | 2919 | 2836 | 83   | 14-3 | 4-13 | 2-0 | 5-5  |               |
| 10   | Crvena Zvezda Meridianbet Belgrade | 34 | 17 | 17 | 50   | 2591 | 2613 | -22  | 11-6 | 6-11 | 2-1 | 6-4  |               |
| 11   | Anadolu Efes Istanbul              | 34 | 17 | 17 | 50   | 2800 | 2736 | 64   | 11-6 | 6-11 | 0-2 | 5-5  |               |
| 12   | EA7 Emporio Armani Milan           | 34 | 15 | 19 | 44.1 | 2534 | 2611 | -77  | 9-8  | 6-11 | 0-2 | 6-4  |               |
| 13   | Valencia Basket                    | 34 | 15 | 19 | 44.1 | 2756 | 2891 | -135 | 9-8  | 6-11 | 2-0 | 2-8  |               |
| 14   | Virtus Segafredo Bologna           | 34 | 14 | 20 | 41.2 | 2644 | 2801 | -157 | 9-8  | 5-12 | 0-1 | 3-7  |               |
| 15   | FC Bayern Munich                   | 34 | 11 | 23 | 32.4 | 2605 | 2739 | -134 | 8-9  | 3-14 | 0-0 | 2-8  |               |
| 16   | ALBA Berlin                        | 34 | 11 | 23 | 32.4 | 2704 | 2851 | -147 | 6-11 | 5-12 | 1-1 | 5-5  |               |
| 17   | Panathinaikos OPAP Athens          | 32 | 9  | 23 | 26.5 | 2649 | 2773 | -124 | 8-9  | 3-14 | 2-2 | 3-7  |               |
| 18   | LDLC ASVEL Villeurbanne            | 34 | 8  | 26 | 23.5 | 2527 | 2787 | -260 | 4-13 | 4-13 | 0-0 | 0-10 |               |

Classificação extraída no sítio oficial da euroleague.net.

### Partidas disputadas
| ↓ Casa\Visitante →                 | ALB    | ANA     | ASM    | CAZ   | CRV   | EA7    | FCB   | FBA    | FEN    | ASV     | MAC    | OLY   | PAN    | PAR    | RMA    | VAL    | VIR    | ZAL   |
| ---------------------------------- | ------ | ------- | ------ | ----- | ----- | ------ | ----- | ------ | ------ | ------- | ------ | ----- | ------ | ------ | ------ | ------ | ------ | ----- |
| ALBA Berlin                        |        | 95-93   | 84-102 | 85-84 | 84-88 | 83-63  | 86-88 | 77-79  | 75-104 | 88-71   | 70-83  | 60-93 | 94-65  | 100-84 | 77-84  | 88-94  | 74-96  | 63-66 |
| Anadolu Efes Istanbul              | 78-74  |         | 87-72  | 78-83 | 72-59 | 86-69  | 96-86 | 81-89  | 79-88  | 78-72   | 64-86  | 82-71 | 88-69  | 84-97  | 90-89  | 91-92  | 86-67  | 80-70 |
| AS Monaco                          | 92-89  | 95-92   |        | 79-74 | 85-77 | 101-88 | 63-69 | 80-79  | 93-96  | 87-75   | 86-67  | 64-60 | 84-70  | 84-88  | 91-95  | 90-79  | 81-68  | 84-82 |
| Cazoo Baskonia Vitoria-Gasteiz     | 93-87  | 114-111 | 93-102 |       | 92-75 | 78-62  | 78-85 | 78-53  | 92-69  | 120-100 | 116-87 | 92-97 | 95-90  | 103-96 | 92-86  | 114-75 | 90-79  | 93-73 |
| Crvena Zvezda Meridianbet Belgrade | 72-87  | 94-75   | 92-68  | 74-63 |       | 67-71  | 94-99 | 78-72  | 91-89  | 71-67   | 69-68  | 87-79 | 75-77  | 78-79  | 59-79  | 92-73  | 83-74  | 77-73 |
| EA7 Emporio Armani Milan           | 74-80  | 51-80   | 79-71  | 89-83 | 74-68 |        | 84-76 | 99-74  | 72-82  | 73-79   | 71-77  | 83-62 | 78-76  | 76-62  | 77-83  | 90-79  | 59-64  | 61-66 |
| FC Barcelona                       | 72-56  | 75-80   | 80-70  | 96-84 | 85-79 | 74-56  |       | 72-70  | 81-80  | 74-75   | 83-78  | 70-80 | 74-68  | 79-68  | 75-73  | 85-71  | 75-83  | 93-74 |
| FC Bayern Munich                   | 75-76  | 81-78   | 81-84  | 92-79 | 87-80 | 81-83  | 73-84 |        | 62-74  | 76-72   | 98-89  | 71-82 | 84-68  | 71-82  | 64-68  | 97-92  | 91-84  | 80-83 |
| Fenerbahçe Beko Istambul           | 101-86 | 103-86  | 98-94  | 70-76 | 93-79 | 75-82  | 81-73 | 79-71  |        | 84-63   | 86-71  | 73-93 | 107-77 | 72-73  | 71-85  | 79-77  | 104-72 | 87-79 |
| LDLC ASVEL Villeurbanne            | 79-91  | 89-90   | 75-84  | 87-61 | 60-76 | 62-69  | 75-82 | 74-75  | 91-77  |         | 67-85  | 77-75 | 82-86  | 91-87  | 71-75  | 79-83  | 64-77  | 76-93 |
| Maccabi Playtika Tel Aviv          | 87-74  | 80-72   | 78-70  | 93-79 | 86-89 | 85-66  | 79-86 | 90-82  | 78-74  | 88-69   |        | 90-84 | 85-74  | 90-81  | 100-96 | 84-68  | 111-80 | 84-83 |
| Olympiacos Piraeus                 | 86-76  | 76-70   | 76-81  | 86-78 | 86-90 | 82-66  | 77-70 | 102-74 | 94-67  | 81-55   | 95-89  |       | 81-73  | 87-58  | 73-60  | 82-83  | 111-71 | 90-80 |
| Panathinaikos OPAP Athens          | 84-88  | 82-87   | 80-83  | 98-83 | 75-66 | 90-77  | 74-88 | 86-76  | 88-94  | 77-58   | 88-86  | 71-95 |        | 89-91  | 68-71  | 91-92  | 88-85  | 89-65 |
| Partizan Mozzart Bet Belgrado      | 88-74  | 82-79   | 100-80 | 83-65 | 73-76 | 75-80  | 80-89 | 83-77  | 94-97  | 92-71   | 96-88  | 90-75 | 83-81  |        | 104-90 | 96-100 | 90-62  | 87-76 |
| Real Madrid                        | 90-72  | 94-85   | 94-95  | 81-85 | 72-56 | 91-87  | 91-86 | 79-67  | 90-75  | 92-73   | 98-65  | 87-89 | 83-68  | 105-97 |        | 95-91  | 91-95  | 96-69 |
| Valencia Basket                    | 87-73  | 81-71   | 89-84  | 71-81 | 75-77 | 84-88  | 84-83 | 82-73  | 82-80  | 76-77   | 93-94  | 85-92 | 94-91  | 89-81  | 73-80  |        | 79-68  | 76-80 |
| Virtus Segafredo Bologna           | 85-76  | 80-85   | 66-83  | 88-83 | 84-72 | 89-84  | 75-92 | 66-63  | 92-88  | 79-84   | 78-73  | 83-85 | 74-64  | 79-88  | 79-96  | 89-59  |        | 77-87 |
| Žalgiris Kaunas                    | 88-81  | 60-86   | 79-70  | 79-75 | 71-66 | 71-62  | 73-72 | 75-67  | 86-66  | 85-67   | 68-67  | 72-74 | 67-81  | 74-88  | 81-72  | 95-74  | 68-65  |       |

fonte:euroleague.net e eurobasket.com

## Playoffs
As séries de Playoffs a ser disputada em modo "melhor de cinco", onde o vencedor será a primeira equipe a vencer três jogos. As vagas para essa fase são distribuídas conforme a colocação que os clubes alcançaram na temporada regular onde o primeiro colocado enfrenta o oitavo, segundo enfrenta o sétimo, terceiro enfrenta o sexto e por fim o quarto enfrenta o quinto colocado. Aos vencedores fica reservada a vaga para a disputa do Final Four 2023 em Caunas.
| Equipe 1           | Série | Equipe 2                      | 1.º jogo | 2.º jogo | 3.º jogo | 4.º jogo | 5.º jogo |
| ------------------ | ----- | ----------------------------- | -------- | -------- | -------- | -------- | -------- |
| Olympiacos Pireaus | 3 - 2 | Fenerbahçe BEKO Istanbul      | 79 - 68  | 78 - 82  | 72 - 71  | 69 - 73  | 84 - 72  |
| AS Monaco          | 3 - 2 | Maccabi Playtika Tel Aviv     | 67 - 79  | 86 - 74  | 83 - 78  | 69 - 104 | 97 - 86  |
| FC Barcelona       | 3 - 0 | Žalgiris Kaunas               | 91 - 69  | 89 - 81  | 77 - 66  | n.e.     | n.e.     |
| Real Madrid        | 2 - 2 | Partizan Mozzart Bet Belgrade | 87 - 89  | 80 - 95  | 82 - 80  | 85 - 78  | 98 - 94  |

n.e.: não efetuado devido a uma das equipas já ter ganho 3 jogos
| 26 de abril 15:45 | relatório | Olympiacos Pireaus                                                            | 79–68 | Fenerbahçe BEKO Istanbul                                                        |  | Estádio da Paz e da Amizade, Pireu Público: 11 677 |  |
| 26 de abril 15:45 | relatório | Placar por quarto: 19-21, 18-14, 26-16, 16-17                                 |       |                                                                                 |  | Estádio da Paz e da Amizade, Pireu Público: 11 677 |  |
| 26 de abril 15:45 | relatório | Pts: I. Canaan 18 Rbts: A. Vezenkov 6 Asts: T. Walkup 4 PIR total: M. Fall 20 |       | Pts: J. Motley 15 Rbts: J. Motley 7 Asts: M. Gudurić 7 PIR total: M. Gudurić 20 |  | Estádio da Paz e da Amizade, Pireu Público: 11 677 |  |
| 26 de abril 15:45 | relatório | Olympiacos Pireaus lidera com 1-0                                             |       |                                                                                 |  | Estádio da Paz e da Amizade, Pireu Público: 11 677 |  |

| 28 de abril 15:30 | relatório | Olympiacos Pireaus                                                                            | 78–82 | Fenerbahçe BEKO Istanbul                                                     |  | Estádio da Paz e da Amizade, Pireu Público: 11 677 |  |
| 28 de abril 15:30 | relatório | Placar por quarto: 24-10, 13-24, 19-17, 22-31                                                 |       |                                                                              |  | Estádio da Paz e da Amizade, Pireu Público: 11 677 |  |
| 28 de abril 15:30 | relatório | Pts: A. Vezenkov, Kostas Sloukas 18 Rbts: M.Fall 9 Asts: T.Walkup 6 PIR total: A. Vezenkov 27 |       | Pts: C. Edwards 16 Rbts: D. Pierre 7 Asts: N. Hayes 6 PIR total: N. Hayes 21 |  | Estádio da Paz e da Amizade, Pireu Público: 11 677 |  |
| 28 de abril 15:30 | relatório | A série está empatada em 1-1                                                                  |       |                                                                              |  | Estádio da Paz e da Amizade, Pireu Público: 11 677 |  |

| 3 de maio 14:45 | relatório | Fenerbahçe BEKO Istanbul                                                       | 71–72 | Olympiacos Pireaus                                                            |  | Ülker Sports Arena, Istambul |  |
| 3 de maio 14:45 | relatório | Placar por quarto: 21-15, 14-23, 16-7, 20-27                                   |       |                                                                               |  | Ülker Sports Arena, Istambul |  |
| 3 de maio 14:45 | relatório | Pts: T.Dorsey 21 Rbts: T. Jekiri 7 Asts: N. Calathes 6 PIR total: T. Jekiri 26 |       | Pts: K.Sloukas 25 Rbts: T.Walkup 8 Asts: K. Sloukas 6 PIR total: K.Sloukas 34 |  | Ülker Sports Arena, Istambul |  |
| 3 de maio 14:45 | relatório | O Olympiacos Pireaus lidera com 2-1                                            |       |                                                                               |  | Ülker Sports Arena, Istambul |  |

| 5 de maio 14:45 | relatório | Fenerbahçe BEKO Istanbul                                                                 | 73–69 | Olympiacos Pireaus                                                                                   |  | Ülker Sports Arena, Istambul |  |
| 5 de maio 14:45 | relatório | Placar por quarto: 18-17, 14-16, 16-16, 25-20                                            |       | |  | Ülker Sports Arena, Istambul |  |
| 5 de maio 14:45 | relatório | Pts: D. Pierre 17 Rbts: T. Jekiri 5 Asts: J. Motley, D. Pierre 4 PIR total: T. Dorsey 16 |       | Pts: S. McKissic 20 Rbts: M. Fall 7 Asts: T. Walkup, M. Fall, K. Sloukas 3 PIR total: S. McKissic 23 |  | Ülker Sports Arena, Istambul |  |
| 5 de maio 14:45 | relatório | A série está empatada em 2-2                                                             |       | |  | Ülker Sports Arena, Istambul |  |

| 9 de maio 15:30 | relatório | Olympiacos Pireaus                                                        | 84–72 | Fenerbahçe BEKO Istanbul                                                                     |  | Estádio da Paz e da Amizade, Pireu |  |
| 9 de maio 15:30 | relatório | Placar por quarto: 20-15, 24-18, 21-19, 19-20                             |       |                                                                                              |  | Estádio da Paz e da Amizade, Pireu |  |
| 9 de maio 15:30 | relatório | Pts: K.Sloukas 22 Rbts: K. Papanikolaou 11 Asts: K.Sloukas 6 K.Sloukas 27 |       | Pts: M. Guduric 26 Rbts: N. Hayes-Davis 5 Asts: 5 jogadores com 2 assistências M. Guduric 17 |  | Estádio da Paz e da Amizade, Pireu |  |
| 9 de maio 15:30 | relatório | O Olympiacos Pireaus vence a série por 3-2                                |       |                                                                                              |  | Estádio da Paz e da Amizade, Pireu |  |

| 25 de abril 15:15 | relatório | AS Monaco                                                                  | 67–79 | Maccabi Playtika Tel Aviv                                           |  | Salle Gaston Medecin, Mônaco Público: 4 899 |  |
| 25 de abril 15:15 | relatório | Placar por quarto: 16-18, 17-18, 17-24, 17-19                              |       |                                                                     |  | Salle Gaston Medecin, Mônaco Público: 4 899 |  |
| 25 de abril 15:15 | relatório | Pts: A. Diallo, M. James 15 Rbts: M. James 6 Asts: A.Diallo 6 A. Diallo 20 |       | Pts: W. Baldwin 20 Rbts: J. Nebo 8 Asts: W. Baldwin 6 W. Baldwin 26 |  | Salle Gaston Medecin, Mônaco Público: 4 899 |  |
| 25 de abril 15:15 | relatório | Maccabi Tel Aviv lidera com 1-0                                            |       |                                                                     |  | Salle Gaston Medecin, Mônaco Público: 4 899 |  |

| 27 de abril 15:15 | relatório | AS Monaco                                                            | 86–74 | Maccabi Playtika Tel Aviv                                                         |  | Salle Gaston Medecin, Mônaco Público: 4 927 |  |
| 27 de abril 15:15 | relatório | Placar por quarto: 22-18, 20-23, 25-13, 19-20                        |       |                                                                                   |  | Salle Gaston Medecin, Mônaco Público: 4 927 |  |
| 27 de abril 15:15 | relatório | Pts: J. Loyd 33 Rbts: D.Hall 9 Asts: M.James 9 PIR total: J. Loyd 36 |       | Pts: W. Baldwin 17 Rbts: J.Nebo, B.Colson 7 Asts: L.Brown 6 PIR total: L.Brown 16 |  | Salle Gaston Medecin, Mônaco Público: 4 927 |  |
| 27 de abril 15:15 | relatório | A série está empatada em 1-1                                         |       |                                                                                   |  | Salle Gaston Medecin, Mônaco Público: 4 927 |  |

| 2 de maio 15:05 | relatório | Maccabi Playtika Tel Aviv                                                     | 78–83 | AS Monaco                                                                             |  | Arena Menora Mi'tachim, Tel Aviv Público: 10 850 |  |
| 2 de maio 15:05 | relatório | Placar por quarto: 16-22, 16-19, 25-19, 21-23                                 |       |                                                                                       |  | Arena Menora Mi'tachim, Tel Aviv Público: 10 850 |  |
| 2 de maio 15:05 | relatório | Pts: B. Colson 17 Rbts: W.Baldwin 8 Asts: W.Baldwin 6 PIR total: W.Baldwin 24 |       | Pts: M. James 21 Rbts: D. Motiejūnas Asts: E.Okobo, M. James 4 PIR total: M. James 16 |  | Arena Menora Mi'tachim, Tel Aviv Público: 10 850 |  |
| 2 de maio 15:05 | relatório | O AS Monaco lidera com 2-1                                                    |       |                                                                                       |  | Arena Menora Mi'tachim, Tel Aviv Público: 10 850 |  |

| 4 de maio 15:05 | relatório | Maccabi Playtika Tel Aviv                                                                                 | 104–69 | AS Monaco                                                             |  | Arena Menora Mi'tachim, Tel Aviv Público: 10 850 |  |
| 4 de maio 15:05 | relatório | Placar por quarto: 17-24, 30-12, 32-17, 25-16                                                             |        |                                                                       |  | Arena Menora Mi'tachim, Tel Aviv Público: 10 850 |  |
| 4 de maio 15:05 | relatório | Pts: L.Brown 22 Rbts: J. Nebo, A. Poythress, B. Colson 6 Asts: L.Brown, W.Baldwin 6 PIR total: L.Brown 25 |        | Pts: M.James 13 Rbts: M.James 8 Asts: J. Loyd 4 PIR total: M.James 17 |  | Arena Menora Mi'tachim, Tel Aviv Público: 10 850 |  |
| 4 de maio 15:05 | relatório | A série está empatada em 2-2                                                                              |        |                                                                       |  | Arena Menora Mi'tachim, Tel Aviv Público: 10 850 |  |

| 10 de maio 19:00 | relatório | AS Monaco                                                                   | 97–86 | Maccabi Playtika Tel Aviv                                                               |  | Salle Gaston Medecin, Mônaco Público: 4 923 |  |
| 10 de maio 19:00 | relatório | Placar por quarto: 26-33, 27-16, 19-21, 25-16                               |       |                                                                                         |  | Salle Gaston Medecin, Mônaco Público: 4 923 |  |
| 10 de maio 19:00 | relatório | Pts: M.James, J.Loyd 21 Rbts: D.Hall 6 Asts: E.Okobo 6 PIR total: J.Loyd 24 |       | Pts: W.Baldwin 27 Rbts: W.Baldwin, B.Colson 6 Asts: W.Baldwin 7 PIR total: W.Baldwin 35 |  | Salle Gaston Medecin, Mônaco Público: 4 923 |  |
| 10 de maio 19:00 | relatório | O AS Monaco vence a série por 3-2                                           |       |                                                                                         |  | Salle Gaston Medecin, Mônaco Público: 4 923 |  |

| 26 de abril 15:00 | relatório | FC Barcelona                                                                                       | 91–69 | Žalgiris Kaunas |  | Palau Blaugrana, Barcelona Público: 6 731 |  |
| 26 de abril 15:00 | relatório | Placar por quarto: 25-13, 23-18, 18-22, 25-16                                                      |       | |  | Palau Blaugrana, Barcelona Público: 6 731 |  |
| 26 de abril 15:00 | relatório | Pts: S. Şanlı 17 Rbts: T. Satoranský, M. Tobey 7 Asts: T. Satoranský 5 PIR total: T. Satoranský 24 |       | Pts: I. Brazdeikis 14 Rbts: 3 jogadores com 4 rebotes Asts: 6 jogadores com 1 assistência PIR total: L.Lekavicius 2 |  | Palau Blaugrana, Barcelona Público: 6 731 |  |
| 26 de abril 15:00 | relatório | FC Barcelona lidera com 1-0                                                                        |       | |  | Palau Blaugrana, Barcelona Público: 6 731 |  |

| 28 de abril 15:00 | relatório | FC Barcelona                                                                         | 89–81 | Žalgiris Kaunas |  | Palau Blaugrana, Barcelona Público: 7 041 |  |
| 28 de abril 15:00 | relatório | Placar por quarto: 20-21, 25-23, 23-22, 21-15                                        |       | |  | Palau Blaugrana, Barcelona Público: 7 041 |  |
| 28 de abril 15:00 | relatório | Pts: J. Veselý 26 Rbts: J. Veselý 6 Asts: N. Laprovittola 11 PIR total: J. Veselý 33 |       | Pts: I. Brazdeikis 20 Rbts: R. Šmits, A. Polonara 4 Asts: 6 jogadores com 2 assistências PIR total: I. Brazdeikis 14 |  | Palau Blaugrana, Barcelona Público: 7 041 |  |
| 28 de abril 15:00 | relatório | FC Barcelona lidera com 2-0                                                          |       | |  | Palau Blaugrana, Barcelona Público: 7 041 |  |

| 3 de maio 14:00 | relatório | Žalgiris Kaunas                                                                   | 66–77 | FC Barcelona                                                                                         |  | Žalgiris Arena, Caunas Público: 15 293 |  |
| 3 de maio 14:00 | relatório | Placar por quarto: 10-13, 16-16, 22-32, 18-16                                     |       | |  | Žalgiris Arena, Caunas Público: 15 293 |  |
| 3 de maio 14:00 | relatório | Pts: E.Ulanovas 13 Rbts: E.Ulanovas 9 Asts: A.Polonara 3 PIR total: E.Ulanovas 14 |       | Pts: J. Veselý, T. Satoranský 14 Rbts: R. Jokubaitis 4 Asts: T. Satoranský 5 PIR total: J. Veselý 20 |  | Žalgiris Arena, Caunas Público: 15 293 |  |
| 3 de maio 14:00 | relatório | O FC Barcelona vence a série por 3-0                                              |       | |  | Žalgiris Arena, Caunas Público: 15 293 |  |

| 25 de abril 15:45 | relatório | Real Madrid                                                | 87–89 | Partizan Mozzart Bet Belgrade                                     |  | Wizink Center, Madrid Público: 9 813 |  |
| 25 de abril 15:45 | relatório | Placar por quarto: 22-22, 22-26, 20-15, 23-26              |       |                                                                   |  | Wizink Center, Madrid Público: 9 813 |  |
| 25 de abril 15:45 | relatório | Pts: G. Deck 24 Rbts: G. Deck 8 Asts: D. Musa 3 G. Deck 33 |       | Pts: K. Punter 26 Rbts: Z. LeDay 4 Asts: K. Punter 6 K. Punter 33 |  | Wizink Center, Madrid Público: 9 813 |  |
| 25 de abril 15:45 | relatório | Partizan Belgrado lidera com 1-0                           |       |                                                                   |  | Wizink Center, Madrid Público: 9 813 |  |

| 27 de abril 15:45 | relatório | Real Madrid                                                                             | 80–95 | Partizan Mozzart Bet Belgrade                                                                        |  | Wizink Center, Madrid Público: 10 267 |  |
| 27 de abril 15:45 | relatório | Placar por quarto: 21-31, 16-20, 25-24, 18-20                                           |       | |  | Wizink Center, Madrid Público: 10 267 |  |
| 27 de abril 15:45 | relatório | Pts: R. Fernández 16 Rbts: G.Deck, V. Poirier 7 Asts: S. Rodríguez PIR total: D.Musa 15 |       | Pts: D. Exum 19 Rbts: M. Lessort 9 Asts: A. Avramović, K. Punter, Y. Madar 3 PIR total: M.Lessort 20 |  | Wizink Center, Madrid Público: 10 267 |  |
| 27 de abril 15:45 | relatório | Partizan Belgrado lidera com 2-0                                                        |       | |  | Wizink Center, Madrid Público: 10 267 |  |

| 2 de maio 15:30 | relatório | Partizan Mozzart Bet Belgrade                                                      | 80–82 | Real Madrid                                                                                  |  | Stark Arena, Belgrado Público: 20 091 |  |
| 2 de maio 15:30 | relatório | Placar por quarto: 32-19, 16-26, 15-21, 17-16                                      |       |                                                                                              |  | Stark Arena, Belgrado Público: 20 091 |  |
| 2 de maio 15:30 | relatório | Pts: Z.LeDay 15 Rbts: Z.LeDay 8 Asts: J.Nunnally, Y.Madar 3 PIR total: Z. LeDay 21 |       | Pts: W. Tavares 22 Rbts: M. Hezonja 14 Asts: D. Musa, S.Rodriguez 4 PIR total: W. Tavares 41 |  | Stark Arena, Belgrado Público: 20 091 |  |
| 2 de maio 15:30 | relatório | O Partizan Belgrado lidera com 2-1                                                 |       |                                                                                              |  | Stark Arena, Belgrado Público: 20 091 |  |

| 4 de maio 15:30 | relatório | Partizan Mozzart Bet Belgrade                                                            | 78–85 | Real Madrid                                                                               |  | Stark Arena, Belgrado Público: 19 440 |  |
| 4 de maio 15:30 | relatório | Placar por quarto: 15-27, 27-18, 13-16, 23-24                                            |       |                                                                                           |  | Stark Arena, Belgrado Público: 19 440 |  |
| 4 de maio 15:30 | relatório | Pts: Z. Leday 25 Rbts: M.Lessort 7 Asts: Dante Exum, D. Andusic 3 PIR total: Z. Leday 25 |       | Pts: W. Tavares, A.Hanga 15 Rbts: D. Musa 8 Asts: S. Rodriguez 7 PIR total: W. Tavares 30 |  | Stark Arena, Belgrado Público: 19 440 |  |
| 4 de maio 15:30 | relatório | A série está empatada em 2-2                                                             |       |                                                                                           |  | Stark Arena, Belgrado Público: 19 440 |  |

| 10 de maio 19:00 | relatório | Real Madrid                                                                    | 98–94 | Partizan Mozzart Bet Belgrade                                              |  | Wizink Center, Madrid Público: 12 867 |  |
| 10 de maio 19:00 | relatório | Placar por quarto: 22-23, 17-32, 30-21, 29-18                                  |       |                                                                            |  | Wizink Center, Madrid Público: 12 867 |  |
| 10 de maio 19:00 | relatório | Pts: D.Musa 20 Rbts: W.Tavares 7 Asts: S.Rodriguez 6 PIR total: S.Rodriguez 26 |       | Pts: K.Punter 28 Rbts: Y.Madar 4 Asts: J.Nunnally 5 PIR total: K.Punter 26 |  | Wizink Center, Madrid Público: 12 867 |  |
| 10 de maio 19:00 | relatório | O Real Madrid vence a série por 3-2                                            |       |                                                                            |  | Wizink Center, Madrid Público: 12 867 |  |

## Final Four - Caunas 2023
|  | Meias-finais | Meias-finais       | Meias-finais |    |  | Final              | Final | Final |
|  |              |                    |              |    |  |                    |       |       |
|  | 1            | Olympiacos Pireaus | 76           |    |  |                    |       |       |
|  | 4            | AS Monaco          | 62           |    |  |                    |       |       |
|  |              |                    |              |    |  | Olympiacos Pireaus | 78    |       |
|  |              |                    | Real Madrid  | 79 |  |                    |       |       |
|  | 2            | FC Barcelona       | 66           |    |  |                    |       |       |
|  | 3            | Real Madrid        | 78           |    |  |                    |       |       |

### Semifinais
Žalgiris Arena (Caunas),  19 de maio de 2023
| Time 1           | Placar  | Time 2      |
| ---------------- | ------- | ----------- |
| Olympiacos Pireu | 76 - 62 | AS Monaco   |
| FC Barcelona     | 66 - 78 | Real Madrid |

### Decisão de terceiro colocado
Žalgiris Arena (Caunas),  21 de maio de 2023
| Time 1    | Placar  | Time 2       |
| --------- | ------- | ------------ |
| AS Monaco | 78 - 66 | FC Barcelona |

### Grande Final
Žalgiris Arena (Caunas),  21 de maio de 2023
| Time 1           | Placar  | Time 2      |
| ---------------- | ------- | ----------- |
| Olympiacos Pireu | 78 - 79 | Real Madrid |

## Premiação
| Turkish Airlines EuroLeague 2022-23 Campeões |
| Espanha                                      |
| -------------------------------------------- |
| Real Madrid (11° título)                     |

### Colocação final
|    | Equipe             |
| -- | ------------------ |
|    | Real Madrid        |
|    | Olympiacos Pireaus |
|    | AS Monaco          |
| 4º | FC Barcelona       |

### MVP das finais
- Walter Tavares (Real Madrid)[26]

## Prêmios individuais

### MVP da temporada regular
Sasha Vezenkov (Olympiacos Pireaus)

### Primeiro time ideal da temporada[28]
- Mathias Lessort (Partizan Mozzart Bet Belgrade)
- Walter Tavares (Real Madrid)
- Džanan Musa (Real Madrid)
- Sasha Vezenkov (Olympiacos Pireaus)
- Lorenzo Brown (Maccabi Playtika Tel Aviv)

### Segundo time ideal da temporada[29]
- Kevin Punter (Partizan Mozzart Bet Belgrade)
- Nikola Mirotić (FC Barcelona)
- Darius Thompson (Cazoo Baskonia Vitoria-Gasteiz)
- Mike James (AS Monaco)
- Wade Baldwin (Maccabi Playtika Tel Aviv)

### Treinador do Ano - PrêmioAlexander Gomelsky
- Georgios Bartzokas (Olympiacos Pireaus)[30]

### Melhor defensor da temporada
- Walter Tavares (Real Madrid)[31]

### Maior cestinha da temporada - Prêmio Alphonso Ford
- Sasha Vezenkov (Olympiacos Pireaus) (17.2)[32]

### Jogador revelação - Euroleague rising star
- Yam Madar (Partizan Mozzart Bet Belgrade)[33]

### MVP por mês
| Mês       | Jogador            | Clube                              | Ref    |
| 2022      | 2022               | 2022                               | 2022   |
| --------- | ------------------ | ---------------------------------- | ------ |
| Outubro   | Mike James         | AS Monaco                          | [ 34 ] |
| Novembro  | Sasha Vezenkov     | Olympiacos Pireaus                 | [ 35 ] |
| Dezembro  | Luca Vildoza       | Crvena Zvezda Meridianbet Belgrade | [ 36 ] |
| 2023      |                    |                                    |        |
| Janeiro   | Augustine Rubit    | FC Bayern Munich                   | [ 37 ] |
| Fevereiro | Sasha Vezenkov (2) | Olympiacos Pireaus                 | [ 38 ] |
| Março     | Wade Baldwin IV    | Maccabi Playtika Tel Aviv          | [ 39 ] |
| Abril     | Walter Tavares     | Real Madrid                        | [ 40 ] |
| Maio      | Walter Tavares     | Real Madrid                        | [ 40 ] |

### MVP por Rodada
| R  | Jogador              | Clube                              | Val. | Ref.   |
| -- | -------------------- | ---------------------------------- | ---- | ------ |
| 1  | Maik Kotsar          | Cazoo Baskonia Vitoria-Gasteiz     | 31   | [ 41 ] |
| 2  | Sasha Vezenkov       | Olympiacos Pireaus                 | 37   | [ 42 ] |
| 3  | Luke Sikma           | Alba Berlin                        | 33   | [ 43 ] |
| 4  | Mike James           | AS Monaco                          | 29   | [ 44 ] |
| 4  | Nicolò Melli         | EA7 Emporio Armani Milan           | 29   | [ 44 ] |
| 4  | Sasha Vezenkov (2)   | Olympiacos Pireaus                 | 29   | [ 44 ] |
| 5  | Lorenzo Brown        | Maccabi Playtika Tel Aviv          | 33   | [ 45 ] |
| 6  | Džanan Musa          | Real Madrid                        | 31   | [ 46 ] |
| 7  | Johnathan Motley     | Fenerbahçe BEKO Istanbul           | 33   | [ 47 ] |
| 7  | Chris Jones          | Valencia Basket                    | 33   | [ 47 ] |
| 8  | Sasha Vezenkov (3)   | Olympiacos Pireaus                 | 43   | [ 48 ] |
| 9  | Džanan Musa (2)      | Real Madrid                        | 32   | [ 49 ] |
| 10 | Sasha Vezenkov (4)   | Olympiacos Pireaus                 | 34   | [ 50 ] |
| 11 | Vasilije Micić       | Anadolu Efes Istanbul              | 31   | [ 51 ] |
| 12 | Dwayne Bacon         | Panathinaikos OPAP Athens          | 28   | [ 52 ] |
| 12 | Pìerriá Henry        | Cazoo Baskonia Vitoria-Gasteiz     | 28   | [ 52 ] |
| 13 | Bojan Dubljević      | Valencia Basket                    | 33   | [ 53 ] |
| 14 | Brandon Davies       | EA7 Emporio Armani Milan           | 30   | [ 54 ] |
| 15 | Keenan Evans         | Žalgiris Kaunas                    | 39   | [ 55 ] |
| 16 | Élie Okobo           | AS Monaco                          | 35   | [ 56 ] |
| 17 | Filip Petrušev       | Crvena Zvezda Meridianbet Belgrade | 36   | [ 57 ] |
| 18 | Walter Tavares       | Real Madrid                        | 35   | [ 58 ] |
| 19 | Johnathan Motley (2) | Fenerbahçe BEKO Istanbul           | 38   | [ 59 ] |
| 20 | Wade Baldwin         | Maccabi Playtika Tel Aviv          | 35   | [ 60 ] |
| 21 | Darius Thompson      | Cazoo Baskonia Vitoria-Gasteiz     | 36   | [ 61 ] |
| 22 | Will Clyburn         | Anadolu Efes Istanbul              | 27   | [ 62 ] |
| 23 | Nigel Hayes          | Fenerbahçe BEKO Istanbul           | 37   | [ 63 ] |
| 24 | Sasha Vezenkov (5)   | Olympiacos Pireaus                 | 40   | [ 64 ] |
| 25 | Marko Gudurić        | Fenerbahçe BEKO Istanbul           | 35   | [ 65 ] |
| 26 | Will Clyburn (2)     | Anadolu Efes Istanbul              | 32   | [ 66 ] |
| 27 | Dante Exum           | Partizan Mozzart Bet Belgrade      | 33   | [ 67 ] |
| 28 | Gabriel Deck         | Real Madrid                        | 26   | [ 68 ] |
| 28 | Chima Moneke         | AS Monaco                          | 26   | [ 68 ] |
| 29 | Džanan Musa (3)      | Real Madrid                        | 38   | [ 69 ] |
| 30 | Guerschon Yabusele   | Real Madrid                        | 30   | [ 70 ] |
| 31 | Maik Kotsar          | Cazoo Baskonia Vitoria-Gasteiz     | 40   | [ 71 ] |
| 31 | Georgios Papagiannis | Panathinaikos OPAP Athens          | 40   | [ 71 ] |
| 32 | Thomas Walkup        | Olympiacos Pireaus                 | 32   | [ 72 ] |
| 33 | Darius Thompson (2)  | Cazoo Baskonia Vitoria-Gasteiz     | 36   | [ 73 ] |
| 34 | Daniel Hackett       | Virtus Segafredo Bologna           | 36   | [ 74 ] |

### MVP por Rodada de Playoff
| R | Jogador        | Clube                         | Val. | Ref.   |
| - | -------------- | ----------------------------- | ---- | ------ |
| 1 | Kevin Punter   | Partizan Mozzart Bet Belgrade | 33   | [ 75 ] |
| 2 | Jordan Loyd    | AS Monaco                     | 36   | [ 76 ] |
| 3 | Walter Tavares | Real Madrid                   | 41   | [ 77 ] |
| 4 | Walter Tavares | Real Madrid                   | 30   | [ 78 ] |
| 5 | Kostas Sloukas | Olympiacos Pireaus            | 26   | [ 79 ] |